# São Mateus (distrito de São Paulo)
São Mateus es un distrito ubicado en la zona este de la ciudad de Sao Paulo, Brasil. Administrativamente pertenece a la subprefectura homónima. Fue creado por Ley Estadual Nº 4,954, del 27 de diciembre de 1985, tras un pedido presentado a la Asamblea Legislativa de São Paulo en 1984. En 1990, el distrito intentó separarse del municipio de São Paulo y transformarse en un municipio autónomo pero no tuvo éxito 

## Historia
Asignado a partir de 1948, su desarrollo sólo se aceleró a partir de 1956, debido al gran desarrollo económico del ABC Paulista y a la fuerte migración a São Paulo (principalmente mineros, portugueses, japoneses, gente del interior de São Paulo y gente del Noreste).

## Distritos limítrofes
- Cidade Líder y Parque do Carmo (norte).
- Iguatemi (este).
- São Rafael (sur).
- Sapopemba (oeste).